# Krinovita
La krinovita és un mineral de la classe dels silicats, que pertany al grup de l'enigmatita. Rep el nom en honor d'Evgeny Leonidovich Krinov (Евгений Леонидович Кринов) (3 de març de 1906 - 2 de gener de 1984), expert en meteorits rus.

## Característiques
La krinovita és un silicat de fórmula química Na₂Mg₄Cr₂3+(Si₆O18)O₂. Va ser aprovada com a espècie vàlida per l'Associació Mineralògica Internacional l'any 1967, i la primera publicació data del 1968. Cristal·litza en el sistema triclínic. La seva duresa a l'escala de Mohs es troba entre 5,5 i 7.
Segons la classificació de Nickel-Strunz, la krinovita pertany a «09.DH - Inosilicats amb 4 cadenes senzilles periòdiques, Si₄O₁₂» juntament amb els següents minerals: leucofanita, ohmilita, haradaïta, suzukiïta, batisita, shcherbakovita, taikanita, krauskopfita, balangeroïta, gageïta, enigmatita, dorrita, høgtuvaïta, makarochkinita, rhönita, serendibita, welshita, wilkinsonita, safirina, khmaralita, surinamita, deerita, howieïta, taneyamalita, johninnesita i agrel·lita.

## Formació i jaciments
Va ser descoberta al meteorit Canyon Diablo, el qual va impactar a la Terra fa 50.000 anys, formant un cràter que es troba actualment al comtat de Coconino (Arizona, Estats Units). També ha estat descrita en un altre meteorit, el meteorit del comtat de Wichita, trobat l'any 1836 a uns 4 km de la ciutat d'Electra (Texas). Aquests dos meteorits són els únics indrets a tot el planeta on ha estat descrita aquesta espècie mineral.